# Macy's stora gran

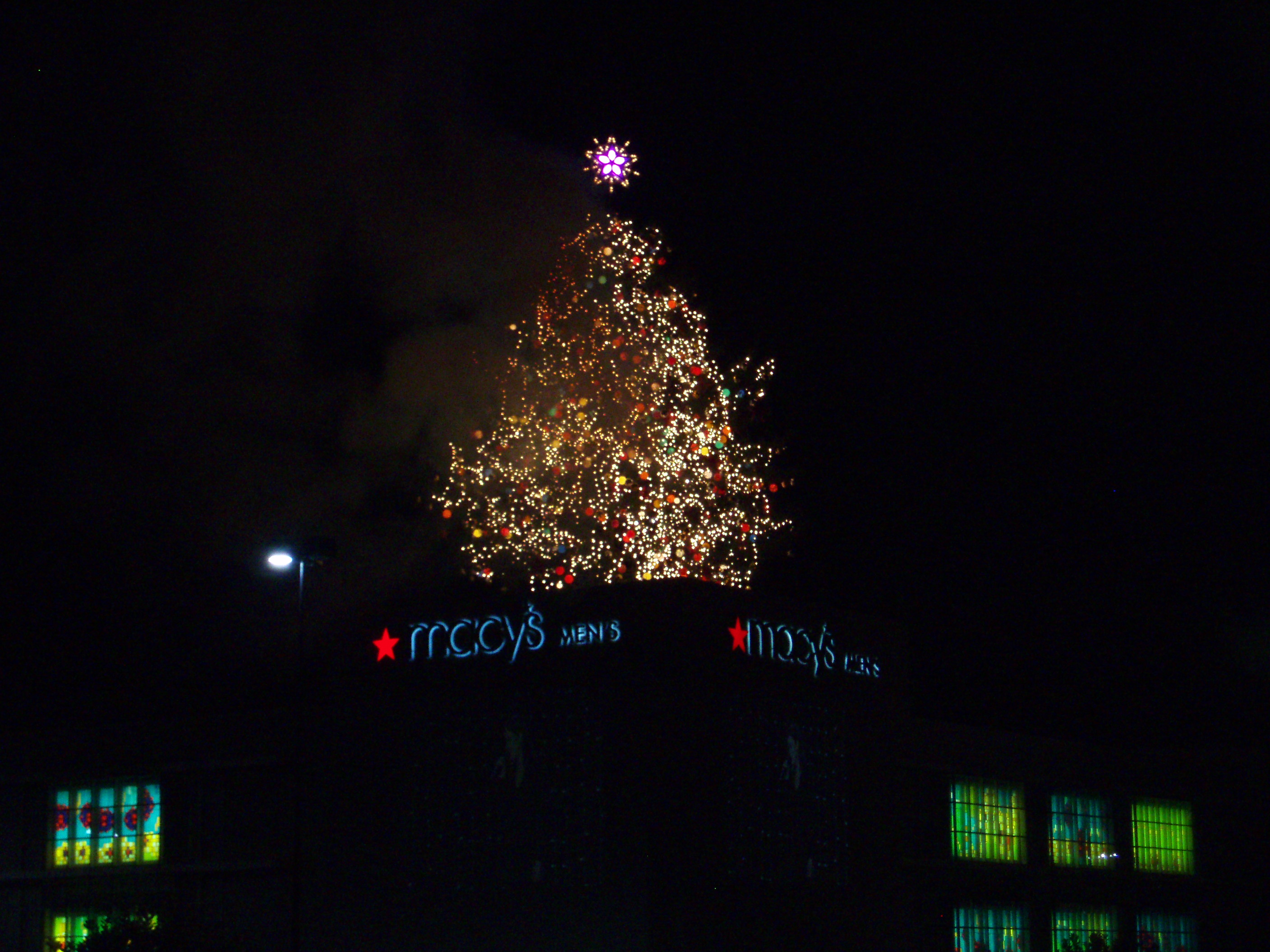

Marcy's stora gran, tidigare Rich's stora gran (och för en kort period Stora granen vid Macy's), är en cirka 21-27 meter stor julgran. Den reses i Atlanta, och är en tradition sedan 1948. 

### Fotnoter
1. ↑  http://www.georgiaencyclopedia.org/nge/Article.jsp?id=h-1888